# Associazione Sportiva Taranto 1965-1966
Questa pagina raccoglie le informazioni riguardanti l'Associazione Sportiva Taranto nelle competizioni ufficiali della stagione 1965-1966.

## Rosa
| N. |                   | Ruolo | Calciatore           |
| -- | ----------------- | ----- | -------------------- |
|    | Italia (bandiera) | D     | Alessandro Aldinucci |
|    | Italia (bandiera) | A     | Franco Alessi        |
|    | Italia (bandiera) | P     | Giorgio Bandini      |
|    | Italia (bandiera) | C     | Romeo Benetti        |
|    | Italia (bandiera) | C     | Pasquale Corvino     |
|    | Italia (bandiera) | A     | Giorgio De Giuliani  |
|    | Italia (bandiera) | C     | Giuseppe Di Serio    |
|    | Italia (bandiera) | A     | Egidio Ghersetich    |
|    | Italia (bandiera) | P     | Massimo Grassi       |
|    | Italia (bandiera) | C     | Roberto Luna         |
|    | Italia (bandiera) | C     | Antonio Marangi      |

| N. |                   | Ruolo | Calciatore          |
| -- | ----------------- | ----- | ------------------- |
|    | Italia (bandiera) | A     | Giordano Martinelli |
|    | Italia (bandiera) | A     | Antonio Mattioli    |
|    | Italia (bandiera) | D     | Alfredo Napoleoni   |
|    | Italia (bandiera) | C     | Giuliano Piovanelli |
|    | Italia (bandiera) | A     | Renato Raimondi     |
|    | Italia (bandiera) | C     | Sergio Rodaro       |
|    | Italia (bandiera) | C     | Venanzio Severini   |
|    | Italia (bandiera) | C     | Marco Tartari       |
|    | Italia (bandiera) | A     | Vitaliano Temellin  |
|    | Italia (bandiera) | A     | Giuseppe Virgili    |